# July Morning
July Morning — песня британской хард-рок-группы Uriah Heep, композиция Дэвида Байрона и Кена Хенсли. «July Morning», записанная в июле 1971 года в лондонской студии Lansdowne, была включена в третий студийный альбом группы Look at Yourself, вышедший на Mercury/Bronze Records в октябре того же года.
«July Morning» в течение многих лет оставалась центральной вещью концертного репертуара группы, в частности — альбома 1973 года Uriah Heep Live. Для «ценителей обскурантного» Allmusic напоминает: «песня стала большим хитом в Советском Союзе и вошла в самый первый Top 10 этой страны».
В Болгарии с 1980-х годов проводится с 30 июня по 1 июля ежегодный молодёжный праздник Джулай.

## История создания
«July Morning» явилась, по словам Кена Хенсли, символом того направления, в котором в тот момент начала развиваться группа. Хотя позже он рассказывал, что написал эту песню за год до выхода альбома:

Я эту песню написал в 70-м году. То есть это было во время турне, посередине турне по Англии, сидел в автобусе, ждал остальных — они там везде бегали вокруг, и я очень долго просидел в автобусе в ожидании. Что оставалось делать? Взял гитару, стал наигрывать, и постепенно пришла песня. И это действительно было июльское утро, более того, это было 3 часа утра…

### Текст песни
При том, что многие считают текст песни чисто лирическим, не располагающим к размышлениям («его тема — поиск любви и невозможность её найти»), за этой внешне простой фабулой кроется не сразу заметный подтекст. Герой песни действительно занят «поиском любви», не может найти её вовне и приходит к решению: «Я буду искать тебя… в своем сердце, в своём разуме, в своей душе» (англ. With the day came the resolution: I’ll be looking for you… In my heart, in my mind, in my soul). Эта «нарциссическая» суб-тема созвучна с идеей первой, заглавной песни альбома «Look at Yourself», и, таким образом, может считаться неявной (в остальных песнях отражения не нашедшей) концепцией всего альбома.

## Отзывы критики
Как отмечает Allmusic, при том, что в других альбомах Uriah Heep «есть свои шедевры и своя классика», ни одна песня не идёт ни в какое сравнение с этой десятиминутной эпической композицией. Рок-критик Дэйв Томпсон отметил грандиозную аранжировку и исполнение, прежде всего, вокальное: именно после «July Morning» Дэвида Байрона стали упоминать в числе ведущих рок-вокалистов мира, называя его вокальный стиль «близким к оперному». Выдающееся вокальное исполнение Байрона (согласно рок-критику Д. Гариско) стало «образцом для вокалистов нового поколения, в частности, Роба Хэлфорда».
Важную роль в оформлении аранжировки сыграл Манфред Манн, ставший истинным «калифом на час»: его синтезаторная партия (согласно Томпсону) явила собою «столь игривую смесь помпезности и церемониальности, что можно заподозрить, что всё это выступление задумывалось как сатирическое».
Использовав муг-синтезатор, Uriah Heep (согласно Д. Томпсону) отдали дань модной тенденции в прог-роке, но, в отличие от всех своих современников, этой детали придали едва ли не решающее значение: «отбросили всякую сдержанность и явили такой перл чрезмерности, что сама крайняя грандиозность авантюры подавляет всякое желание ей воспротивиться».

### Партия Манфреда Манна
Менеджер Джерри Брон считал, что Манфред Манн не просто исполнил важную партию в композиции, но и сыграл решающую роль в её развитии.

До этого песня существовала очень долго и не развивалась. Я предложил пригласить Манфреда Манна, чтобы он сыграл на муге: это было в то время нечто новое. Он пришёл в студию, послушал музыку и сказал: «Тут же один аккорд: ничего с этим я не смогу сделать!» — Я ему: «Нет же, Манфред, сможешь!» Он уходит, спускается вскоре по лестнице. «Нет, не сработает», — говорит. Я ему: «Манфред, то, что ты сыграл, — фантастика!» Он: «Серьёзно? Ты правда так думаешь?» — «Разумеется! Пострясающе!» Он: «Ну, так это пустяки: я могу сделать намного лучше». Уходит, возвращается: «Ну, что скажешь?» — «Очень хорошо, но первое соло было лучше». — «Лучше? Ну, так я могу сделать такое, что будет лучше этих двух!» Возвращается: «Ну что?»… Наконец, я говорю ему: «Ты только что сыграл пять потрясающий сольных партий. Мы используем из каждой по кусочку — и запись будет готова!».
Брон считал, что Кен Хенсли обиделся на него за приглашение Манфреда Манна сыграть в «July Morning». Положение усугубилось тем, что в ходе одного из американских концертов произошёл эпизод, когда публика хорошо приняла Манна, выступившего в первом отделении, а потом освистала Uriah Heep. С тех пор между Хенсли и Манном надолго установилась взаимная неприязнь.

## Участники записи
- Дэвид Байрон — вокал
- Кен Хенсли — клавишные, гитара, бэк-вокал
- Мик Бокс — гитара
- Пол Ньютон — бас-гитара
- Иэн Кларк — ударные
- Манфред Манн — синтезатор (Minimoog)

## Кавер-версия
В 1975 году песня была исполнена (на английском языке) ВИА «Иверия» на своём одноимённом альбоме (в те же годы «Иверия» записала также версии песен «Sunrise» и «Devil’s Daughter»).